# Bioko
Bioko (do 1973 zwana Fernando Po, Fernando Poo, w latach 1973–1979 Macias Nguema, bubi Ëtulá a Ëri) – wulkaniczna wyspa należąca do Gwinei Równikowej. Największa wyspa tego państwa.

## Geografia

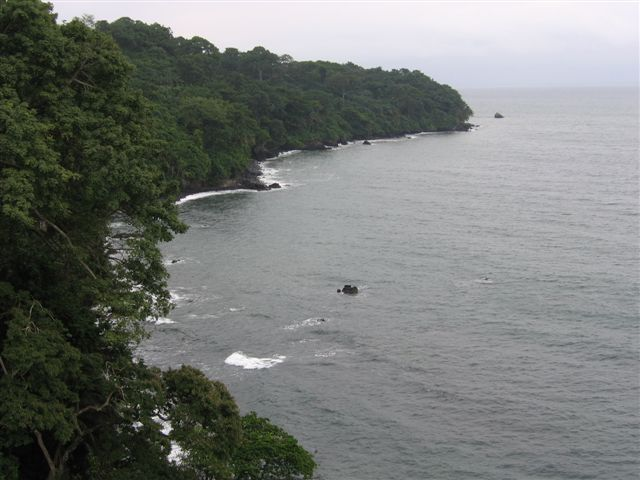
Wybrzeże Bioko

Wyspa oddzieliła się od kontynentu 12 tys. lat temu. Położona jest w Zatoce Bonny, części Zatoki Gwinejskiej u zachodnich wybrzeży Afryki, blisko 25 km od wybrzeży Kamerunu, 100 km na południe od wybrzeży Nigerii i 160 km na północny zachód od kontynentalnej części Gwinei Równikowej (zachodnia Afryka). Jest ostatnią z łańcucha czterech wysp ciągnących się przez 540 km w kierunku południowo-wschodnim, położonym w Zatoce Gwinejskiej.
Wyspa ma pochodzenie wulkaniczne i kształt równoległoboku, o dłuższych bokach leżących w osi północny wschód – południowy zachód. Długość wyspy wynosi ok. 70 km, szerokość od 30 do 38 km. Najbardziej na północ wysuniętym punktem wyspy jest Punta Europa, na południe – Punta de Santiago, a na zachód – Punta de Segre.
Powierzchnia wynosi 2017 km². Najwyższym, wulkanicznym szczytem jest Pico Basilé – 3008 m n.p.m. (dawniej Pico de Santa Isabel, 2850 m n.p.m.), usytuowany w północnej części wyspy. Jest to jedyny krajowy wulkan (ostatnia erupcja w 1923). Na wyspie znajdują się także wulkaniczne jeziora kraterowe, między innymi Loreto i Claret. W południowej części wznosi się szczyt Caldera – 2261 m n.p.m. (dawniej pod nazwą Pico Serrano, 2442 m n.p.m.).

## Klimat
Klimat jest równikowy wilgotny odmiany monsunowej, występuje jedna pora deszczowa (kwiecień–październik) – inaczej niż na kontynentalnej części Gwinei Równikowej. Roczna suma opadów wynosi od 2000 do 10 000 mm. Temperatura minimalna wynosi 20–21 °C, maksymalna 27–31 °C.

## Podział administracyjny
Bioko podzielone jest na dwie prowincje Bioko Norte i mniej licznie zamieszkałą prowincję Bioko Sur. Na wyspie znajduje się stolica państwa, Malabo (145 tys. mieszkańców – szacunkowo 2014). Inne większym miastem jest Luba, stolica Bioko Sur.

## Demografia
W 2015 populacja wyspy wynosiła 334 463 i stanowiła 27,3% populacji całego kraju; dla porównania, w 2001 było to 260 462 osób. Rdzennymi mieszkańcami wyspy są członkowie plemienia Bubi, zaliczanego do językowej grupy Bantu; ludzie zamieszkują tę wyspę od 1800 lat.

## Historia
Wyspa została odkryta w 1472 przez portugalskiego żeglarza Fernão do Pó, który nazwał ją Flor Formosa (port. Piękny Kwiat). Szybko jednak nadano jej nazwę na cześć odkrywcy (Fernão do Po w czasach portugalskich, natomiast jako kolonia hiszpańska Fernando Poo).
W latach 1827–1858 Brytyjczycy wynajmowali od Hiszpanów bazy w Port Clarence (obecnie Malabo) i San Carlos (obecnie Luba). Były one oparciem dla patroli pod dowództwem Fitzwilliama Owena, zwalczających w tym rejonie handel niewolnikami. Hiszpanie wyparli Brytyjczyków z wyspy w 1855 r. W 1854 na Bioko sprowadzono z Wyspy Świętego Tomasza kakaowce, co zmieniło gospodarkę kraju; w latach 60. XIX wieku ich uprawa zaczęła dominować w gospodarce kraju. Na wyspę wprowadzono także kawowce. Rdzenni mieszkańcy nie chcieli pracować na plantacjach, przez co pracowników sprowadzano z różnych krajów – Angoli, Mozambiku, Ghany, państw Półwyspu Malajskiego i Chin. Ostatecznie zaczęto ich sprowadzać z Nigerii. Zatrudnieni pracownicy byli jednak źle traktowani; by zaprzestać tego, w grudniu 1942 władze Nigerii i Hiszpanii podpisały specjalny traktat.
W 1888 roku na wyspie przebywał polski podróżnik Stefan Szolc-Rogoziński, który zakupił 500 hektarową plantację kakao i wraz z Leopoldem Janikowskim prowadził badania nad plemieniem Bubi. 
Od 1968 Bioko wchodzi w skład niepodległej Gwinei Równikowej. Podzielono wyspę na dwie prowincje Bioko Północne (Bioko Norte) oraz Bioko Południowe (Bioko Sur). W 1973 r. pod rządami Francisco Macías Nguema Bidyogo wyspie nadano nazwę Isla Macias Nguema Bidyogo. Przyjęła nazwę Bioko w 1979 roku na cześć Adolfo Bioko, królewskiego syna i brata króla Moka Malabo.

## Szata roślinna
Na Bioko odnotowano 1200 gatunków roślin, z czego 3% to endemity. Lasy na wyspie są w dobrym stanie, w przeciwieństwie do lasów w kontynentalnej części kraju. Założone niegdyś przez Hiszpanów plantacje kakaowców zarosły lasem równikowym. Można wyróżnić sześć typów roślinności na wyspie. Nizinne lasy deszczowe występują od poziomu do 800 m n.p.m. Przypominają swój odpowiednik z kontynentu, ale są uboższe gatunkowo, głównie ze względu na brak drzew z rodzaju Aucoumea; są jednak bogate w endemiczne figowce (Ficus). Górskie lasy występują od 800 m n.p.m. do 1400 m n.p.m. W nich odnaleźć można liczne endemity, jak paprocie z rodzaju Cyathea. Między 1500 a 2500 m n.p.m. rosną lasy mgliste (mossy forests). Ponad 2500 m n.p.m. występują tylko zakrzewienia i subalpejskie łąki. Szóstym typem roślinności są namorzyny, rosnące u ujść rzek na wyspie.

## Fauna
Na wyspie odnotowano 65 gatunków ssaków, w tym 26 nietoperzy. W 1986 na wyspie przeprowadzono badania związane z szykowanym wówczas sprawozdaniem Międzynarodowej Unii Ochrony Przyrody (IUCN); wyspę uznano wówczas za jedno z najważniejszych miejsc na świecie, które należałoby objąć badaniami małp.
Lista gatunków naczelnych
koczkodanowate:

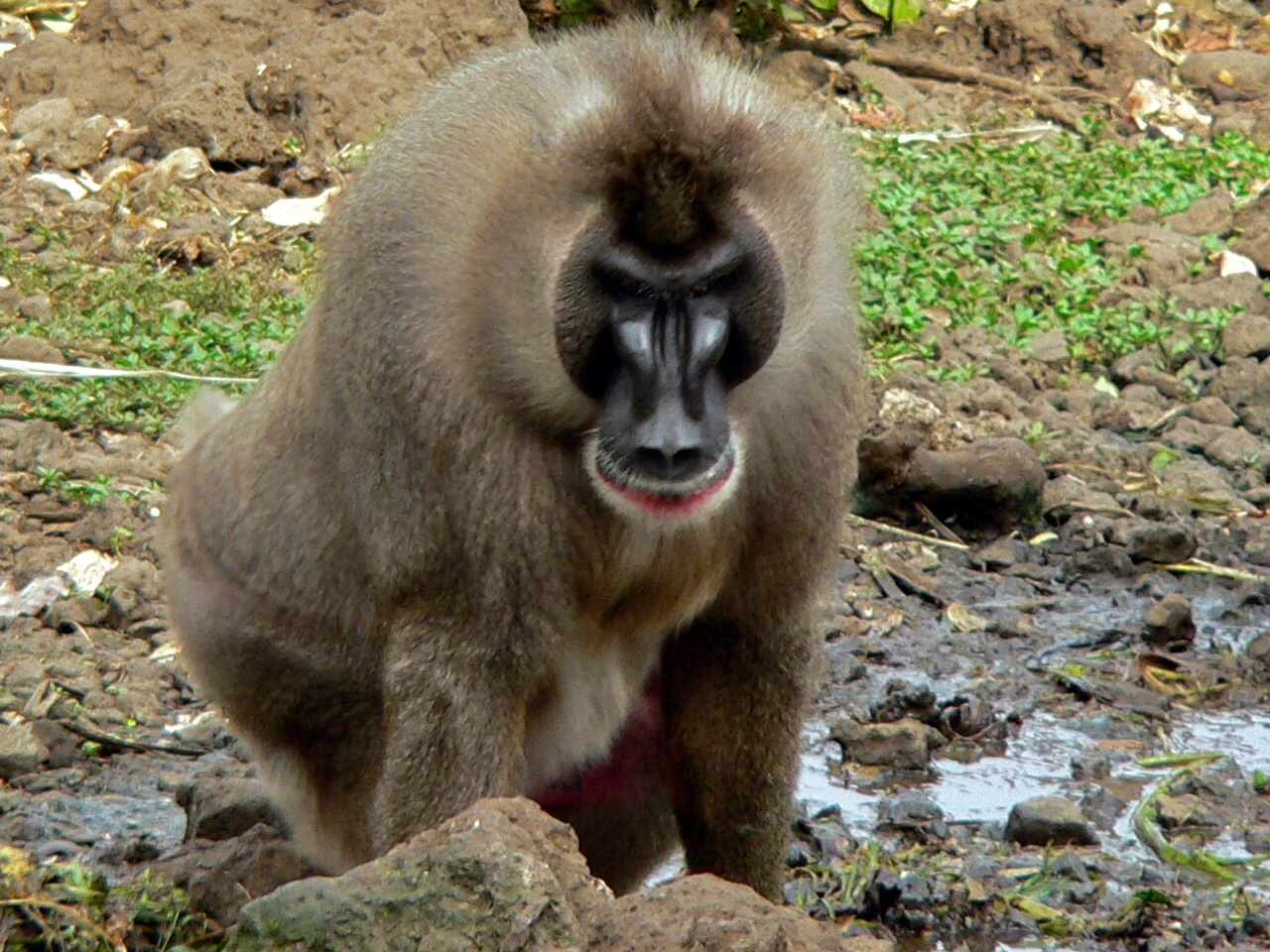
mandryl równikowy

- mandryl równikowy (Mandrillus leucophaeus)
- gereza czarna (Colobus satanas)
- gerezanka równikowa (Piliocolobus pennanti)
- koczkodan stokowy (Cercopithecus preussi)
- koczkodan czerwonouchy (Cercopithecus erythrotis)
- koczkodan czubaty (Cercopithecus pogonias)
- koczkodan białonosy (Cercopithecus nictitans)

galagowate:
- galagosek zatokowy (Sciurocheirus alleni)
- igłoszpon szary (Euoticus pallidus)

Pośród innych ssaków wartymi wymienienia są: arbogóralek szary (Dendrohyrax dorsalis), łuskowiec leśny (Manis tricuspis), dujker zatokowy (Cephalophus ogilbyi), dujkerczyk modry (Philantomba monticola). Ponadto spotkać tu można wiewiórkolotki, jeżozwierze, pojany i wielkoszczury.

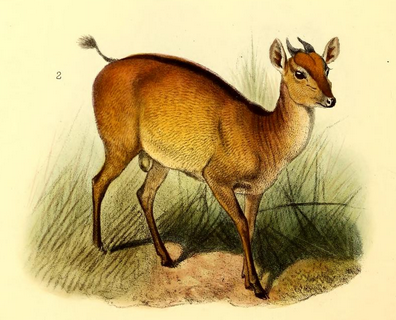
Dujker zatokowy (Cephalophus ogilbyi)

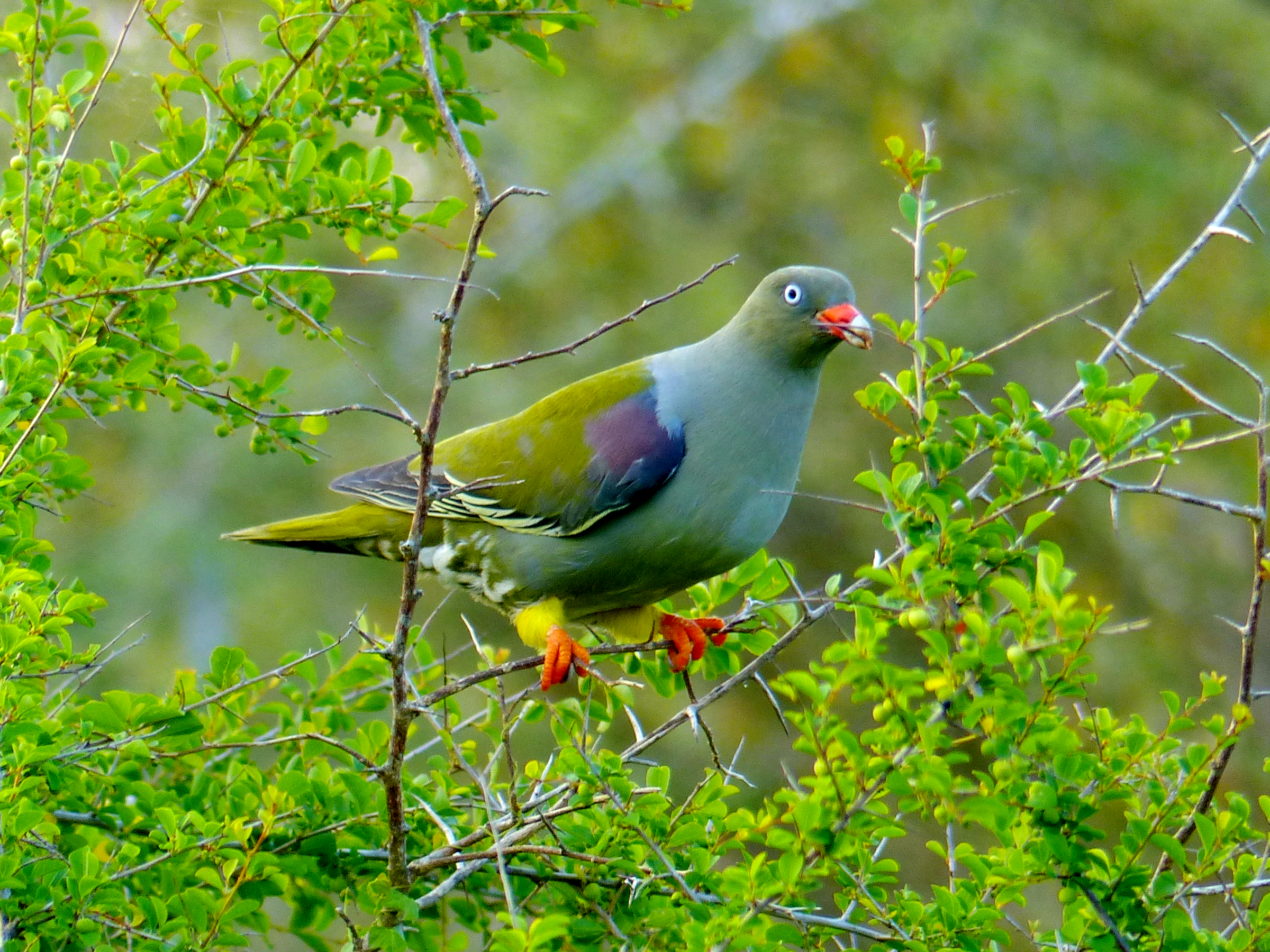
Treron krasnonosy (Treron calvus)

Na Bioko odnotowano 143 gatunki ptaków. Wiadomo o przynajmniej dwóch endemicznych; są to krępnik czarnogłowy (Batis poensis) i szlarnik brunatny (Zosterops brunneus). Z nieendemicznych gatunków występują tu na przykład żako (Psittacus erithacus), krępaczki białoszyje (Dyaphorophyia castanea), ibisy białowąse (Bostrychia hagedash), łowce czekoladowe (Halcyon badia), dziwogony widłosterne (Dicrurus modestus), krogulce trzypręgowe (Accipiter tachiro), trerony krasnonose (Treron calvus) i dzięcioły zmienne (Dendropicos elliotii). Badania nad awifauną wyspy rozpoczęły się jednak dopiero w momencie uzyskania niepodległości Gwinei Równikowej, czyli w 1968; ogółem awifauna całego kraju jest dość słabo poznana (stan wiedzy z 2016). Najdokładniejsze badania prowadzono jak dotąd przez około 100 dni w okresie od 1989 do 1992.
Na plażach Bioko gniazdują 4 gatunki żółwi morskich – żółw zielony (Chelonia mydas), żółw skórzasty (Dermochelys coriacea), żółw szylkretowy (Eretmochelys imbricata) i żółw oliwkowy (Lepidochelys olivacea). Są to 4 spośród 52 gatunków gadów stwierdzonych na wyspach. Ponadto na Bioko występują przedstawiciele 43 gatunków ryb i 33 gatunków płazów. Jedyną endemiczną rybą jest Aphyosemion oeseri.

## Zagrożenia
Największymi niebezpieczeństwami dla dziko występujących tu zwierząt i roślin jest kłusownictwo (mięso małp cieszy się szczególnym popytem) oraz skażenie środowiska naturalnego wydobywaną w pobliżu wyspy ropą naftową. W 2007 r. ówczesny prezydent kraju Teodoro Obiang Nguema Mbasogo zarządził zakaz polowania na małpy oraz spożywania ich mięsa i handlu nim, który pomógł jednak tylko tymczasowo. Innym zagrożeniem dla rodzimej przyrody jest nadmierny wypas. W 1998 rozpoczęto Bioko Biodiversity Protection Program.